# Plectroviridae
Plectroviridae — семейство нитчатых бактериофагов, вызывающих хронические инфекции бактерий класса Mollicutes. Вирионы представителей семейства не имеют мембранной оболочки, во всех случаях палочковидные и прямые. Диаметр варьирует в пределах 10—16 нм, длина — 70—280 нм. Геномы состоят из одноцепочечной ДНК и содержат от 4 до 13 белок-кодирующих генов. У представителей родов Suturavirus и Vespertiliovirus кодон UGA матричных РНК вместо стоп-кодона кодирует триптофан, в соответствии с генетическим кодом бактерии-хозяина. По состоянию на 2025 год, семейство насчитывает 4 рода и 6 видов.